# Блейк та Мерфі
Блейк та Мерфі (англ. Blake and Murph) — команда професійних реслерів, яка складається з Бадді Мерфі, Веслі Блейката Алекси Блісс. Команда є колишніми командними чемпіонами NXT.

## Реслінґ
- Подвійні прийоми
  - Running brainbuster (Мерфі)
- Менеджери
  - Алекса Блісс
- Прибрані імена
  - БАМФ

- Музичний супровід
  - «Action Packed» від Kosinus
  - «Opposite Ends of the World» від CFO$

## Титули та здобутки
- NXT

- - Командне чемпіонство NXT